# Majordomo
Majordomo (englisch von lateinisch major domus ‚Hofmeister, Meier‘) ist eine Verwaltungsanwendung für elektronische Mailinglisten (Mailinglisten-Management-System, kurz MLM). Majordomo ist Open Source und wurde von Great Circle Associates entwickelt. Es arbeitet mit Sendmail oder anderen Mail Transfer Agents wie Postfix auf UNIX und ähnlichen Betriebssystemen.
Seine Blütezeit begann bereits im Jahr 1992, als viele Benutzer zwar Zugriff auf die E-Mail-Kommunikation hatten, jedoch nicht direkt auf das World Wide Web oder das Usenet zugreifen konnten. Deshalb erscheint heute das vorgesehene Verfahren zum An- und Abmelden durch E-Mail-Kommandos als etwas umständlich.
Zu komfortableren Bedienung wurden später web-basierte Frontends erstellt. Das bekannteste Frontend ist MajorCool, welches in die Majordomo-Installation auf dem Server integriert wird, und mit dessen Hilfe sich die Liste auch ohne E-Mail-Kommandos bedienen und verwalten lässt.
Während früher praktisch alle Mailinglisten mit Majordomo betrieben wurden, sind
zahlreiche Listenbetreiber inzwischen auf neuere und sicherere Mailinglisten-Management-Systeme umgestiegen. Alternativ stellen inzwischen einige kommerzielle Hosting-Anbieter wie Yahoo Groups oder kbx8 einen Mailinglistenbetrieb zur Verfügung.